# Технотриллер
Те́хнотри́ллер — гибридный жанр, в котором используются темы шпионских триллеров, научной фантастики и военной повести. 
По сравнению с другими жанрами в технотриллерах достаточно большое внимание уделяется техническим описаниям — с детализацией технологии в технотриллерах может сравниться лишь научная фантастика. В таких произведениях широко раскрываются принципы работы техники, внутренняя механика шпионажа, боевых искусств и политики. Часто весь сюжет превращается в подробное описание этих сторон войны недалёкого будущего.

## Характеристика
Для технотриллеров свойственен широкий размах повествования — мировые войны являются для технотриллера обычным делом. Технотриллеры также часто жанрово пересекаются с фантастикой недалёкого будущего. Так как сейчас технология является одной из самых важных частей культуры, то большинство современных триллеров являются технотриллерами, и жанр размывается. Также технотриллеры имеют тенденцию плавно перетекать в «твёрдую» научную фантастику — описываемая в этих произведениях техника имеет реальные прототипы, либо отвечает каким-либо основным тенденциям в развитии современной техники.
Наиболее яркими образцами жанра являются произведения Тома Клэнси, Майкла Крайтона, Питера Уоттса.